# Kuřimské Jestřabí
Kuřimské Jestřabí település Csehországban, a Brno-vidéki járásban. Kuřimské Jestřabí Újezd u Tišnova, Kuřimská Nová Ves, Dolní Loučky, Řikonín és Deblín településekkel határos. Lakosainak száma 181 fő (2024. január 1.).

## Népesség
A település lakosságának változását az alábbi diagram mutatja:
| Lakosok száma | 261  | 272  | 259  | 231  | 180  | 127  | 171  | 179  | 187  | 181  |
|               | 1869 | 1890 | 1921 | 1950 | 1980 | 2001 | 2017 | 2019 | 2022 | 2024 |